# Złotów
Złotów' és una ciutat de Polònia, pertany al voivodat de Gran Polònia. Es troba a 120 km al nord de Poznań, la capital de la regió. El 2017 tenia 18.441 habitants.

## Agermanaments
- Rathenow, Alemanya
- Eggesin, Alemanya
- Gifhorn, Alemanya